# Javier Arizmendi
Ángel Javier Arizmendi de Lucas (Madrid, 3 maart 1984), is een Spaans betaald voetballer die bij voorkeur als vleugelspeler uitkomt. Hij verruilde in juni 2010 Real Zaragoza voor Getafe CF. In februari 2007 debuteerde hij in het Spaans voetbalelftal.

## Clubvoetbal
Arizmendi doorloopt de jeugdopleiding van Atlético Madrid en maakt zijn debuut op 15 februari 2004 in de uitwedstrijd tegen FC Barcelona als invaller. Hij speelt dan 16 minuten mee. Hij komt dat seizoen tot vier wedstrijden zonder te scoren. Het seizoen daarna komt hij op huurbasis uit voor Racing Santander. Een seizoen later is hij weer te bewonderen in het rood-witte shirt van Atlético Madrid, zij het slechts één wedstrijd. De speler wordt verkocht aan Deportivo La Coruña met een optie tot terugkoop. In het seizoen 2006/07 maakte Arizmendi indruk in het shirt van Depor en was Atlético Madrid voornemens de speler terug te halen naar Madrid. Uiteindelijk vertrok hij in 2007 naar Valencia CF.

## Interlandvoetbal
Mede door zijn goede prestaties bij Deportivo La Coruña werd Arizmendi geselecteerd voor het Spaans nationaal elftal voor de vriendschappelijke wedstrijden tegen Argentinië in december 2006 en Engeland in februari 2007. Tegen Argentinië komt het niet tot een debuut vanwege een blessure, in de gewonnen interland tegen Engeland (0-1) komt de speler op 7 februari 2007 na 65 minuten in het veld voor David Silva. In het verleden kwam Arizmendi eveneens uit voor Spanje onder 21 jaar.

## Statistieken
| seizoen    | club                | land            | competitie       | wed. | goals |
| ---------- | ------------------- | --------------- | ---------------- | ---- | ----- |
| 2003/04    | Atlético Madrid     | Vlag van Spanje | Primera División | 4    | 0     |
| 2004/05    | Racing Santander    | Vlag van Spanje | Primera División | 22   | 3     |
| 2005/06    | Atlético Madrid     | Vlag van Spanje | Primera División | 1    | 0     |
| 2005/06    | Deportivo La Coruña | Vlag van Spanje | Primera División | 17   | 2     |
| 2006/07    | Deportivo La Coruña | Vlag van Spanje | Primera División | 19   | 4     |
| Bijgewerkt | 08-02-2007          |                 |                  |      |       |

1 Doménech ·
2 Caufriez ·
3 Mosquera ·
4 Diakhaby ·
5 Barrenechea ·
6 Guillamón ·
7 Canós ·
8 Guerra ·
9 Duro ·
10 Almeida ·
11 Mir ·
12 Correia ·
13 Dimitrievski ·
14 Gayà  ·
15 Tárrega ·
16 López ·
17 Gómez ·
18 Pepelu ·
20 Foulquier ·
21 Vázquez ·
22 Rioja ·
23 Pérez ·
24 Gąsiorowski ·
25 Mamardasjvili ·
30 Valera ·
Coach: Baraja